# Anomiopus serranus
Anomiopus serranus là một loài bọ cánh cứng trong họ Bọ hung (Scarabaeidae).